# Sten Bergkvist
Sten Joakim Bergkvist, född 23 januari 1924 i Långträsk, Norsjö församling, död 7 september 2018 i Norsjö, är en svensk längdskidåkare, som har ett guld på 30 kilometer från svenska mästerskapen år 1951 i Söderhamn  som sin främsta merit. 

### Fotnoter
1. ↑  . 18 september 2018. https://www.norran.se/familj/dodsfall/sten-bergqvist/. Läst 1 maj 2019.
2. ↑  Britta Stenberg (26 maj 2015). ”Vasaloppskommitté mötte Norsjöveteraner” (på svenska). Norra Västerbotten. https://www.norran.se/sport/vasaloppskommitte-motte-norsjoveteraner/. Läst 12 september 2018.